# Alexis Noël
Pour les articles homonymes, voir Noël (homonymie).
Lucien Alexis Noël, né à Paris (3e) le 14 janvier 1867 et mort le 24 octobre 1925 à Paris (6e), est un écrivain, poète, musicien et imprimeur français. 

## Biographie
Fils de Auguste Jacques Noël et d'Emma Tavernier, poète, Directeur du Bulletin de la Société nationale des conférences populaires, il est surtout connu pour le recueil Les sensualités : tendresses passées publié en 1890. Il a publié aussi quelques romans et écrit des chansons. 
Il est fait chevalier de la Légion d'honneur le 18 mars 1923.

## Œuvres
- 1890 : Les sensualités : tendresses passées, poésies
- 1893 : Les Virginités
- 1893 : Home, roman
- 1903 : Paulette se marie
- 1904 : Le Bonheur des autres
- 1905 : Histoire de Gervaise, roman, Plon
- 1905 : L'Oncle Bonregard, roman
- 1907 : Le Loup dans la bergerie
- 1909 : Mon Prince charmant
- 1911 : Le Chemin de l'école, poésies enfantines, préface de M. N. Bony
- 1911-1914 : Pour chanter et dire, romances
- 1920 : Maman et moi